# 야마가타 은행
야마가타 은행(山形銀行 야마가타긴코[*])은 일본의 지방은행이다. 야마가타현을 주된 영업 지역으로 하고 있다.

## 같이 보기
- 일본의 은행 목록